# José Ignacio Churruca
José Ignacio Churruca Sistiaga (Zarautz, 29 gennaio 1949) è un ex calciatore spagnolo.

## Carriera

### Club
Debutta in prima squadra con lo Sporting Gijon nella stagione 1967-1968, conquistando una promozione nella Primera División spagnola tre anni più tardi. Rimane con gli asturiani per ben nove stagioni, totalizzando 276 presenze in campionato (193 delle quali nella Liga).
Nell'estate 1976 passa all'Athletic Bilbao, con cui disputa 82 partite in quattro campionati, dopodiché viene ceduto all'Hercules, sempre nel massimo campionato spagnolo, con cui conclude la carriera nel 1982.

### Nazionale
Esordisce con la Nazionale di calcio della Spagna il 20 febbraio 1971 durante Italia-Spagna 1-2. Con le Furie rosse totalizza 15 presenze tra il 1971 ed il 1977.
Conta anche una presenza con la Selezione di calcio dei Paesi Baschi.

## Palmarès
- Segunda División (Spagna): 1

Sporting Gijon: 1969-1970